# Мінеральна сировина
Мінера́льна сировина́ — корисні копалини, залучені в сферу матеріального виробництва.
За геологічними і техніко-економічними показниками розрізняють такі види мінеральної сировини:
- паливно-енергетичну і хімічну (вугілля, нафта, гази природні горючі, горючі сланці, торф);
- металічну (руди чорних, кольорових, рідкісних, благородних і радіоактивних металів та розсіяних елементів);
- неметалічну й гідромінеральну.

Всього відомо понад 200 видів мінеральної сировини.

## Мінеральна сировина в Україні
В Україні видобувають понад 90 видів М.с.
Україна має потужну мінерально-сировинну базу. В її надрах на початок XXI ст. виявлено бл. 20 тис. родовищ і проявів 111 видів к.к. Понад 9 тис. родовищ з 94 видів М.с. мають промислове значення. У грошовому виразі розвідана М.с. України оцінюється в 7—7,5 трлн дол. США (2001 р.). Близько 3500 родовищ розробляється. Україна здатна забезпечити себе й експортувати такі види М.с.: залізо, манґан, титан, цирконій, уран, ртуть, графіт, каолін, самородну сірку, бентонітові та вогнетривкі глини, кам'яну сіль, флюсову сировину, калійні солі, декоративно-облицювальні матеріали тощо. Держкомгеології України розроблена цільова програма розвитку геологорозвідувальних робіт на перспективу та разом з іншими міністерствами «Концепція розвитку мінерально-сировинної бази на період до 2010 р.»